# Ge Gan-Ru
Ge Gan-Ru, né le 8 juillet 1954 à Shanghai est un violoniste et compositeur de musique d’avant-garde chinois.

## Biographie
Ge Gan-Ru joue d’abord  du violon en amateur. En 1966, c’est la Révolution culturelle, la musique occidentale est interdite, et les écoles ferment. Ses parents l’encouragent  cependant à continuer à pratiquer le violon sur un instrument assourdi et toutes fenêtres closes. En dépit de ces précautions, il est envoyé  pour trois ans dans un camp de travail où par miracle se trouve un professeur de violon très connu, lui aussi soumis à la «ré-éducation»; avec celui-ci, il pratique en secret dans un bâtiment éloigné du camp.
En 1974, c’est la réouverture des écoles, et Ge Gan-Ru peut s’inscrire au Conservatoire de musique de Shanghai pour continuer le violon. Cependant il s’intéresse de plus en plus à la composition. Les  rares musiciens occidentaux invités laissaient parfois des enregistrements et partitions, notamment de musique dodécaphonique.
En 1983, Ge Gan-Ru est invité à étudier avec Chou Weng-Chung et Mario Davidovsky à l’université Columbia. Il est marqué par la musique de John Cage, George Crumb et du compositeur japonais Tōru Takemitsu.
Après des débuts difficiles aux États-Unis, il entame une carrière de compositeur avec entre autres La Rhapsodie chinoise,  enregistrée avec José Serebrier, l'Orchestre national royal d'Écosse, et Margaret Leng Tan  (1992), Wrong, Wrong, Wrong, (2006), The Lost Style, La Chute de Bagdad (2007) (Naxos), Fairy Lady - Meng Jiang, Shanghai Reminiscenes/Butterfly Overture, (Naxos), (2015),, Ge Gan-Ru a également participé à la composition de  musiques de films.
Son style relève de la musique d’avant-garde occidentale avec des résonances héritées de la musique traditionnelle chinoise.